# Panurge (film)
Pour les articles homonymes, voir Panurge (homonymie).
Pour plus de détails, voir Fiche technique et Distribution.
Panurge est un film français réalisé par Michel Bernheim, sorti en 1932.

## Fiche technique
- Titre : Panurge
- Réalisation : Michel Bernheim
- Scénario : Michel Bernheim et Gérard Sandoz
- Dialogue : Steve Passeur
- Musique : Cliquet-Pleyel
- Montage : Jacques Desagneaux
- Costumes : Paul Poiret
- Pays d'origine :  France
- Format : Noir et blanc - Son : Mono
- Genre : Comédie dramatique
- Durée : 80 minutes
- Date de sortie : France, 2 décembre 1932

## Distribution
- Danielle Darrieux : Régine
- Gérard Sandoz : Panurge
- Vincent Hyspa : le père Varenne
- Paul Poiret : le père Ursule
- Jean Marconi : Fred
- Olga Lord : Tulipe